# Zygmunt Opuszyński
Zygmunt Jerzy Opuszyński (ur. 1903, zm. 20 sierpnia 1975) – prawnik, sędzia.

## Życiorys
Urodził się 1903 jako syn Karola i Wandy z domu Romańskiej. Wstąpił do służby sądowniczej II Rzeczypospolitej. Jako sędzia grodzki w Poznaniu otrzymał przedłużenie delegacji do zastępczego pełnienia sędziego w Sądzie Okręgowym w Poznaniu do 31 marca 1932.
Po wojnie pracował w sądownictwie PRL. W latach 50 XX w. był dyrektorem Departamentu Ustawodawczego Ministerstwa Sprawiedliwości. W PRL był sędzią Sądu Najwyższego, pełniąc stanowisko Prezesa Izby Karnej od 5 sierpnia 1958 do 22 maja 1962 oraz Prezesa Izby Pracy, Ubezpieczeń Społecznych i Spraw Publicznych od 22 maja 1962 do 22 maja 1972.
Zmarł 20 sierpnia 1975 i został pochowany na Cmentarzu Wojskowym na Powązkach w Warszawie (kwatera A37-5-4).

## Publikacje
- Sesja dwudziestolecia Sądu Najwyższego w Polsce Ludowej w dniach 8–10 grudnia 1966 r. Materiały obrad (1967)[5]

## Odznaczenia i ordery
- Krzyż Kawalerski Orderu Odrodzenia Polski (1949, za zasługi w pracy zawodowej)[6]
- Medal 10-lecia Polski Ludowej (1955)[7]